# Zenon Brzewski
Zenon Brzewski (ur. 3 czerwca 1923 w Ulanowie, zm. 9 lutego 1993 w Warszawie) – polski skrzypek i pedagog.

## Życiorys
Uczęszczał do Gimnazjum im. Nowodworskiego w Krakowie. Rozpoczął studia muzyczne w Konserwatorium w Krakowie. Podczas II wojny światowej walczył w oddziałach partyzanckich „Ponurego" i „Nurta". Po wojnie uczęszczał do Liceum Humanistycznego św. Jacka w Krakowie. Po przeprowadzce do Warszawy rozpoczął studia w Państwowej Wyższej Szkole Muzycznej w Warszawie u Ireny Dubiskiej, które ukończył w roku 1950. Doskonalił swoje umiejętności w latach 1960–1963 na studiach podyplomowych u Maxa Rostala w Bernie, Wolfganga Schneiderhana w Lucernie i André Gertlera w Brukseli.
Wspólnie z Ireną Dubiską, W. Tomaszewskim i Kazimierzem Wiłkomirskim założył kwartet smyczkowy. 
W roku 1958  wraz ze Stefanem Sutkowskim i Juliuszem Borzymem założył zespół muzyki dawnej Musicae Antiquae Collegium Varsoviense.
Związany z warszawską Akademią Muzyczną – od 1965 jako wykładowca (wówczas PWSM), następne w latach 1972–1975 jako prorektor, a od 1983 profesor klasy skrzypiec. Wykładał także w Akademii Muzycznej w Łodzi. Współzałożył filię warszawskiej Akademii Muzycznej w Białymstoku.
Był założycielem, a w latach 1975–1992 także kierownikiem artystycznym i naukowym Międzynarodowych Kursów Muzycznych w Łańcucie. Zasiadał w jury konkursów ogólnopolskich oraz międzynarodowych, m.in. Międzynarodowego Konkursu Skrzypcowego im. Henryka Wieniawskiego w Poznaniu.
Pochowany na Cmentarzu Wojskowym na Powązkach w Warszawie (kwatera AII-7-12).
Jego imię nosi Ogólnokształcąca Szkoła Muzyczna II st. im. Zenona Brzewskiego w Warszawie.

## Odznaczenia
- Krzyż Kawalerski Orderu Odrodzenia Polski
- Srebrny Krzyż Zasługi z Mieczami
- Złoty Krzyż Zasługi
- Krzyż Armii Krajowej
- Zasłużony Białostocczyźnie
- Zasłużony dla Województwa Rzeszowskiego
- Zasłużony Działacz Kultury
- Honorowa Złota Odznaka Miasta Warszawy
- Złota Odznaka SPAM
- Nagroda Ministra Kultury i Sztuki I stopnia (dwukrotnie)
- Order Uśmiechu[2]